# Lipstick Building
Das Lipstick Building, auch 885 Third Avenue und 53rd at Third, ist ein 138 Meter hohes Hochhaus in Manhattan in New York City, das vor allem durch seine außergewöhnliche, an einen Lippenstift erinnernde Form auffällt.

## Beschreibung
Das Bürogebäude wurde von den Architekten John Burgee und Philip Johnson im postmodernen Stil entworfen und 1986 fertiggestellt. Bauherr und Eigentümer war der Immobilienunternehmer Gerald D. Hines. Das Hochhaus befindet sich an der Third Avenue zwischen der 53rd und 54th Street in Midtown Manhattan in direkter Nachbarschaft zum Citigroup Center. Es ist 138,1 m (453 Fuß) hoch, hat 54 Etagen und bietet rund 54.000 m² Bürofläche bei einer Gesamtfläche von 59.067 m². Das Gebäude hat eine nahezu elliptische Grundfläche mit Rücksprüngen (Setbacks) oberhalb des 19. und 27. Stockwerks sowie ein zweistöckiges Penthouse. Das Hochhaus beherbergte einst das größte Büro von Latham & Watkins, einer der weltweit größten Anwaltskanzleien und im 17. Stockwerk das Büro von Bernard L. Madoff Investment Securities. Im Erdgeschoss befindet sich ein Steakhouse-Restaurant.
Gerald Hines verkaufte das Gebäude im Jahr 2004 an Tishman Speyer Properties. 2007 erwarb es die Metropolitan 885 Third Avenue LLC, die das zugrunde liegende Grundstück separat an die SL Green Realty Corporation verkaufte. Nach dem Konkurs von Metropolitan fanden 2010 und 2015 zwei Besitzerwechsel statt. Im Jahr 2020 erwarb SL Green das Hochhaus komplett, das es auch verwaltet. 2022 kaufte das private Klinikunternehmen Memorial Sloan Kettering Cancer Center für etwa 312 Millionen US-Dollar mit knapp 38.500 m² rund zwei Drittel des Lipstick Buildings vom Eigentümer SL Green, der weiterhin den Rest des Gebäudes besitzt. Memorial Sloan Kettering nutzt die erworbenen Etagen für Forschung und Verwaltung.

## Architektur

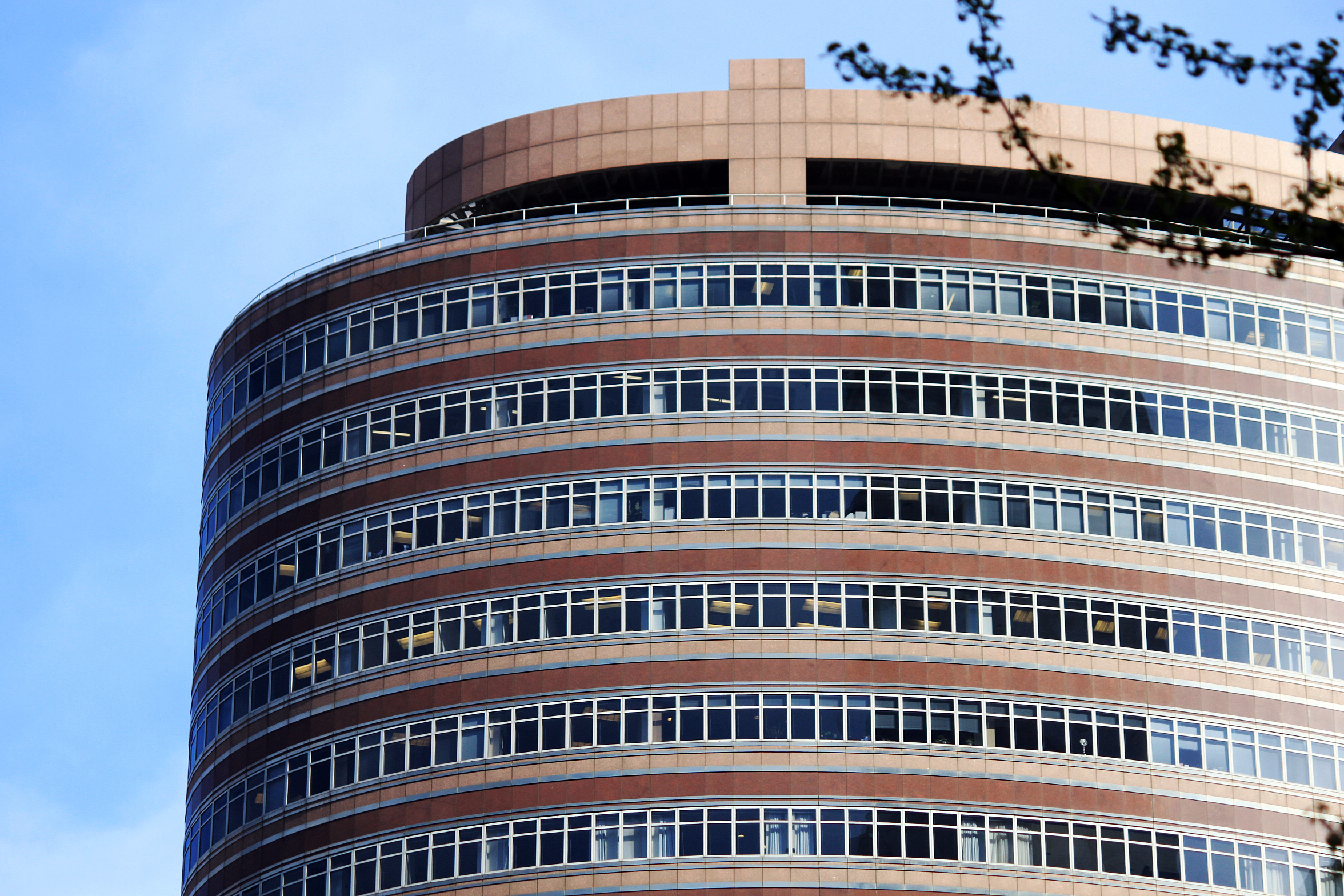
Details der obersten Stockwerke

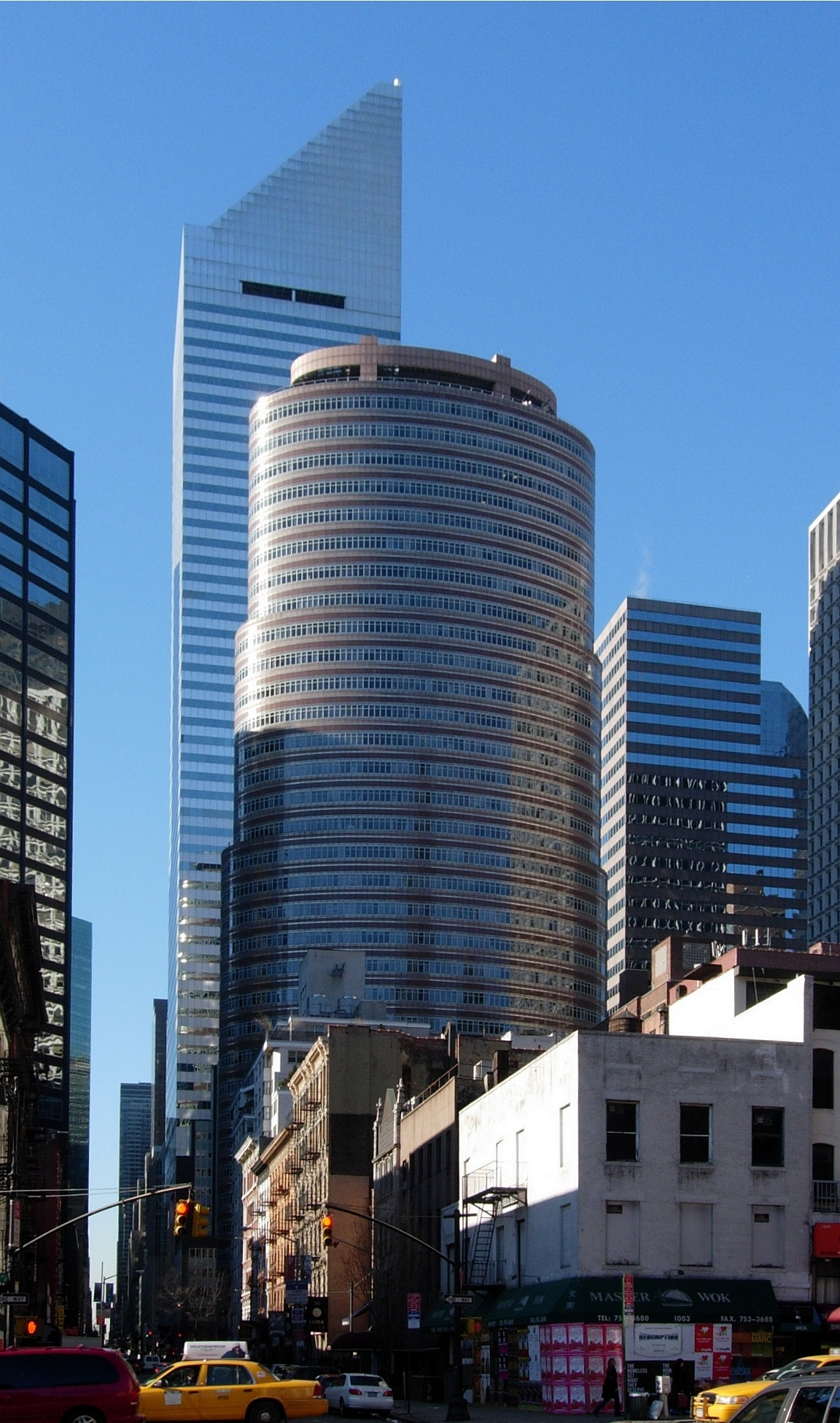
Blick von Osten, dahinter das Citigroup Center

Die ungewöhnliche Gebäudeform und -gestaltung, oval, mit einer Fassade aus Glas und rotem Granit, stellt einen Kontrast zu den rechtwinkeligen, blockförmigen Nachbargebäuden dar und durchbricht auch das traditionelle Straßenraster. Die Entscheidung für eine rundere Bauform brachte zwar Abschläge bei der vermietbaren Gesamtbürofläche mit sich, doch wird dies durch die Auffälligkeit und Eleganz des Gebäudes in Form höherer erzielbarer Mieten wieder kompensiert, da das Gebäude eine begehrte Geschäftsadresse darstellt.
Die postmodern gestaltete Lobby erstreckt sich über zwei Etagen und ist neun Meter hoch.
Der Architekt Philip Johnson verzichtete bei diesem Gebäude im Gegensatz zu den anderen seiner Bauten der 1980er-Jahre weitgehend auf postmoderne, historistische Ornamentierung. Mit dem Lipstick Building, fertiggestellt in seinem 80. Lebensjahr, entschied sich Johnson, stilistisch einen neuen Weg zu beschreiten.